# Belgische federale verkiezingen 2010/Kandidatenlijsten/CDH
Dit zijn de kandidatenlijsten van cdH voor het Belgische federale verkiezingen van 2010. De verkozenen staan vetgedrukt.

## Brussel-Halle-Vilvoorde

### Effectieven
1. Joëlle Milquet
2. Benoît Cerexhe
3. Bertin Mampaka Mankamba
4. Ahmed El Khannouss
5. Céline Fremault
6. Eléonore de Bergeyck
7. Fatima Moussaoui
8. Danielle Caron
9. Fatiha El Ikdimi
10. Ibrahim Erkan
11. Yalçin Bulduk
12. Catherine Van Zeeland
13. Mohamed El Arnouki
14. Lydia Mutyebele
15. Dinh Nguyen-Phan
16. Nathalie de Suray
17. Olivier Joris
18. Cécile van Hecke-Poupart
19. Julie de Groote
20. Hervé Doyen
21. Joël Riguelle
22. André du Bus de Warnaffe

### Opvolgers
1. Myriam Delacroix-Rolin
2. Georges Dallemagne
3. Hamza Fassi-Fihri
4. Damien De Keyser
5. Jeanne Nyanga-Lumbala
6. Souad Razzouk
7. Brahim El Ayadi
8. Elisabeth Degryse
9. Amin Haq
10. Mohammed Sebbahi
11. Chantal Noël
12. Clotilde Nyssens

## Henegouwen

### Effectieven
1. Catherine Fonck
2. Christian Brotcorne
3. Véronique Salvi
4. Jean-Paul Procureur
5. Ides Cauchie
6. Delphine Deneufbourg
7. Fabienne Manandise-Janot
8. Marie-Eve Desbuquoit
9. Lise Amorison
10. Damien Laloyaux
11. Oger Brassart
12. Nese Acikgoz
13. Anne-Catherine Roobaert
14. Frédéric De Bon
15. Benoit Deghorain
16. Jean-Yves Deglasse
17. Claudine Coolsaet
18. Philippe Busyt
19. Damien Yzerbyt

### Opvolgers
1. David Lavaux
2. Annie Couton
3. Hélène Couplet-Clément
4. Michaël Van Hooland
5. Savine Moucheron
6. Mohamed Fekrioui
7. Mathilde Vandorpe
8. Elise Ottaviani
9. Damien Winance
10. Barbara Osselaer
11. Jean-Jacques Viseur

## Luik

### Effectieven
1. Melchior Wathelet
2. Marie-Dominique Simonet
3. Jean-Denis Lejeune
4. Antoine Nivard
5. Christine Servaes
6. Laurence Cuipers
7. Yves Moulin
8. Mélanie Goffin
9. Frédérique Kersten
10. Hajib El Hajjaji
11. Daniel Franzen
12. Aline Leclercq
13. Marie Binet
14. Roger Lespagnard
15. Michel Firket

### Opvolgers
1. Joseph George
2. Marie-Martine Schyns
3. Benoit Drèze
4. Herbert Grommes
5. Trang Thi Hong Nguyen
6. Murielle Geurts
7. Nicole De Palmenaer
8. Vanessa Noville
9. Jean-Paul Bastin

## Luxemburg

### Effectieven
1. Benoît Lutgen
2. Isabelle Poncelet
3. Christiane Kirsch
4. André Bouchat

### Opvolgers
1. Josy Arens
2. Thérèse Mahy
3. Annick Van Den Ende-Chapellier
4. Véronique Balthazard
5. Elie Deblire
6. Dimitri Fourny

## Namen

### Effectieven
1. Maxime Prévot
2. Isabelle Tasiaux-De Neys
3. Christine Botton-Mailleux
4. Stéphane Lasseaux
5. Christelle Plomteux
6. Jean-François Favresse

### Opvolgers
1. Christophe Bastin
2. Isabelle Moinnet-Joiret
3. Geneviève Lazaron
4. Maurice Jennequin
5. Myriam Lacroix
6. Benoît Dispa

## Waals-Brabant

### Effectieven
1. Sylvie Roberti
2. Olivier Vanham
3. Brigitte Wiaux
4. Benoît Langendries
5. André Antoine

### Opvolgers
1. Philippe Matthis
2. Evelyne Stinglhamber-Vanpee
3. Benoît Thoreau
4. Monique Misenga Banyingela
5. Gérard Lemaire
6. Anne Delvaux

## Senaat

### Effectieven
1. Francis Delperee
2. Vanessa Matz
3. Pierre Migisha
4. Antoine Tanzilli
5. Aurore Tourneur
6. Carlo Di Antonio
7. Véronique Waroux
8. Brigitte Aubert
9. Nayyha Aynaou
10. Olivier Moinnet
11. Abdurrahman Yentir
12. Justine Comijn
13. Chloé Liessens
14. Luc Frank
15. René Collin

### Opvolgers
1. Rodolphe Sagehomme
2. Marie-Eve Hannard
3. Vincent Girboux
4. Solange Mesdagh
5. André Cobbaert
6. Caroline Charpentier
7. Claire Lobet-Maris
8. Chantal Woitrin-Vinel
9. Louis Smal